# 蘭心大樓
蘭心大樓是上海市的一座歷史建築，位於圓明園路185號，竣工於1927年。這棟建築修建在蘭心大戲院舊址上，由業廣公司投資建設，通和洋行設計，高7層，中間8層。匯豐銀行、麥加利銀行曾經使用過這棟建築。1999年，蘭心大樓被列入上海市第三批優秀歷史建築。